# That's What I Am
That's What I Am è un film del 2011 diretto da Mike Pavone ed interpretato da Ed Harris e Chase Ellison. Venne distribuito limitatamente nei cinema il 19 aprile 2011 ed in seguito uscì in DVD il 5 luglio 2011.
Il film è basato su una storia vera.

## Trama
California, 1965. Il dodicenne Andy Nichol è uno studente brillante che cerca di evitare scontri con gli altri studenti della sua scuola. Un giorno, per un progetto scolastico, il professor Simon decide di accoppiare Andy con Stanley, detto "Big G", il ragazzino più preso di mira dai bulli della scuola. Andy scoprirà cosa si prova ad essere vittima di bullismo e che Stanley non corrisponde affatto all'idea di ragazzo che si sono fatti gli altri.

## Accoglienza
Il film è stato distribuito in soli 10 cinema per tre giorni ed ha incassato circa 6.400 dollari. Il film ha un punteggio del 60% sul sito Rotten Tomatoes.